# Lamomali (album)
Albums de Lamomali
Totem
(2025)
Singles
1. Bal de Bamako
Sortie : 16 décembre 2016
2. Manitoumani
Sortie : 29 mars 2017
3. Solidarité
Sortie : 15 novembre 2017
4. Cet Air
Sortie : 7 février 2018

Lamomali est le premier album du groupe Lamomali, créé à l'initiative de -M-, sorti le 7 avril 2017.

## Description
Matthieu Chedid a écrit plusieurs textes et composé plusieurs musiques, et il intervient sur quasiment tous les morceaux de l'album (guitare, basse, piano, chant). Sont aussi très présents Toumani Diabaté (kora), Sidiki Diabaté (kora) et Fatoumata Diawara (chant), qui ont eux aussi écrit et composé,, et font partie du collectif Lamomali.
En 2018, l'album est lauréat des Victoires de la musique, catégorie album de musiques du monde.

## Écriture et réalisation de l'album
L'album est considéré par l'artiste comme un disque politique dans le sens platonicien, qui renvoie à la vie de la cité .
Cet opus a reçu la participation de Fatoumata Diawara, Jain, Amadou et Mariam, Oxmo Puccino, Philippe Jaroussky, Louis Chedid, Mamani Keïta, Toumani Diabaté, Moriba Diabaté, Kerfala Kanté, Ibrahim Maalouf, Seu Jorge, Youssou N'Dour, Nekfeu, Santigold, Sanjay Khan, Chacha et Hiba Tawaji .
La réalisation de l'album a été faite par -M- et Pierre Juarez. Le mixage est l'œuvre de Philippe Zdar (Cassius) et Olivier Lude. Le directeur artistique est Guillaume Cagniard 
Le morceau d'ouverture Manitoumani est un hommage à Toumani Diabaté.

## Liste des titres
| Lamomali | Lamomali | Lamomali                                                                                 | Lamomali                               | Lamomali | Lamomali | Lamomali | Lamomali | Lamomali | Lamomali |
| No       | Titre | Paroles                                                                                  | Musique                                | Durée    |          |          |          |          |          |
| -------- | --- | ---------------------------------------------------------------------------------------- | -------------------------------------- | -------- | -------- | -------- | -------- | -------- | -------- |
| 1.       | Manitoumani | Matthieu Chedid                                                                          | Matthieu Chedid                        | 3:28     |          |          |          |          |          |
| 2.       | Bal de Bamako (featuring Oxmo Puccino)                                                                                  | Fatoumata Diawara, Chedid, Oxmo Puccino                                                  | Chedid                                 | 3:49     |          |          |          |          |          |
| 3.       | Cet Air | David Assaraf, Chedid                                                                    | David Assaraf, Toumani Diabaté, Chedid | 3:45     |          |          |          |          |          |
| 4.       | Interlude | Rémy Galichet                                                                            | Rémy Galichet                          | 0:38     |          |          |          |          |          |
| 5.       | Une Âme | Diawara, Chedid                                                                          | Diabaté, Chedid                        | 3:28     |          |          |          |          |          |
| 6.       | Le Bonheur (featuring Philippe Jaroussky & Kerfala Kanté)                                                               | Kerfala Kanté, Diabaté                                                                   | Diabaté, Philippe Jaroussky            | 3:06     |          |          |          |          |          |
| 7.       | Solidarité (featuring Santigold, Hiba Tawaji, Ibrahim Maalouf, Seu Jorge, Nekfeu, Youssou N'Dour, Sanjay Khan & Chacha) | Santigold, Chedid, Hiba Tawaji, Seu Jorge, Nekfeu, Youssou N'Dour, Amrat Hussain, Chacha | Diabaté, Chedid                        | 3:17     |          |          |          |          |          |
| 8.       | Toi Moi (featuring Louis Chedid)                                                                                        | Andrée Chedid, Assaraf                                                                   | Diabaté, Assaraf                       | 3:40     |          |          |          |          |          |
| 9.       | L'Âme au Mali (featuring Amadou et Mariam & Jain)                                                                       | Amadou et Mariam, Jain, Chedid                                                           | Chedid                                 | 3:09     |          |          |          |          |          |
| 10.      | Mama (featuring Mamani Keïta & Moriba Diabaté)                                                                          | Mamani Keïta, Moriba Diabaté                                                             | Sidiki Diabaté                         | 4:58     |          |          |          |          |          |
| 11.      | Koman le Héros | Chedid                                                                                   | Diabaté                                | 2:41     |          |          |          |          |          |
| 35:59    | |                                                                                          |                                        |          |          |          |          |          |          |

## Classement hebdomadaire
| Classement | Meilleure position | Semaines |
| ---------- | ------------------ | -------- |
| France.    | 1                  | 1        |